# Supercalifragilisticexpialidocious

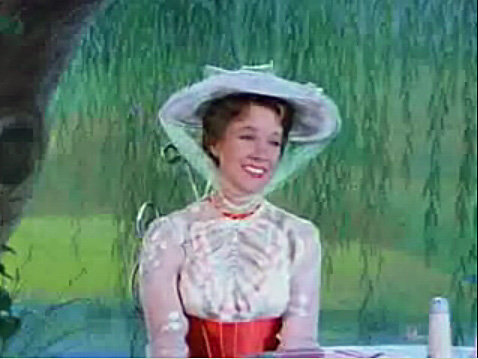

«Supercalifragilisticexpialidocious» és el títol d'una cançó de la pel·lícula de Disney Mary Poppins (1964). És un mot anglès sense sentit, que els nens fan servir i que expressa engrescament. El primer esment escrit conegut, lleugerment diferent Supercaliflawjalisticexpialadoshus, data del 1931.
La cançó descriu la forma miraculosa en què es pot sortir airós de situacions difícils, i fins i tot de canviar la pròpia vida. Apareix en una part de la pel·lícula en què Mary Poppins és acorralada per periodistes després de guanyar una cursa de cavalls; un periodista li pregunta si no té paraules per a descriure el que sent, moment en què comença una seqüència animada i Mary Poppins comença a cantar sobre una paraula que expressa els seus sentiments en aquell moment: Supercalifragilisticexpialidocious.
Mary Poppins tindria la facilitat i la fluïdesa de pronunciar aquesta paraula fins i tot a l'inrevés (segons la pel·lícula, suoicodilaipxecitsiligarfilacrepus, però només inverteix l'ordre de les síl·labes).
L'origen de la paraula és desconeguda. Els autors, els germans Sherman van dir que la van inventar, com ho feien quan eren nens. Hi ha un altre cançó del 1949 amb un títol semblant «Supercalafajalistickespeealadojus». Els autors de la cançó van presentar una demanda contra els germans Sherman per infracció dels drets d'autor. El tribunal no va acceptar la demanda perquè, entre altres coses, es van presentar proves de variants de la paraula molts anteriors al 1949, la qual cosa va fer que la reclamació dels demandants fos infundada.